# جيمس فرنسيس كولينز
جيمس فرنسيس كولينز (بالإنجليزية: James F. Collins)‏ هو عسكري أمريكي، ولد في 2 سبتمبر 1905 في ذا برونكس في الولايات المتحدة، وتوفي في 22 يناير 1989 في ماكلين في الولايات المتحدة.